# Гавриловка (Старошайговський район)
Гаври́ловка (рос. Гавриловка, ерз. Гавриловка) — присілок у складі Старошайговського району Мордовії, Росія. Входить до складу Новофедоровського сільського поселення.
Населення — 64 особи (2010; 113 у 2002).
Національний склад (станом на 2002 рік):
- росіяни — 91 %